# Stibarsen
Stibarsen ist ein selten vorkommendes Mineral aus der Mineralklasse der „Elemente (einschließlich natürliche Legierungen bzw. intermetallische Verbindungen)“. Er kristallisiert im trigonalen Kristallsystem mit der Zusammensetzung AsSb, ist also chemisch eine intermetallische Phase aus Arsen und Antimon (nicht zu verwechseln mit dem als Allemontit bezeichneten Gemenge aus Stibarsen, Arsen und/oder Antimon).
Stibarsen ist in jeder Form undurchsichtig und entwickelt nur undeutlich ausgebildete Kristalle. Meist findet er sich in Form traubiger, nierenförmiger lamellarer oder feinkörniger Mineral-Aggregate, oft auch verwachsen mit Arsen oder Antimon und Entmischungsstrukturen bildend. Frische Proben sind von zinnweißer oder rötlichgrauer Farbe und metallischem Glanz, laufen jedoch nach einiger Zeit grau bis schwarz an und werden matt.

## Etymologie und Geschichte
Erstmals entdeckt wurde Stibarsen bei Varuträsk in der schwedischen Gemeinde Skellefteå und beschrieben 1941 durch P. E. Wretblad, der das Mineral nach seiner Zusammensetzung Antimon (lateinisch Stibium) und Arsen benannte.
Stibarsen war bereits lange vor der Gründung der International Mineralogical Association (IMA) bekannt und als eigenständige Mineralart anerkannt. Damit hätte Stibarsen theoretisch den Status eines grandfathered Mineral. In der 1982 erfolgten Publikation der IMA: Commission on new minerals and mineral names wurde allerdings der oft Synonym verwendete Begriff Allemontit diskreditiert und der Name Stibarsen als Hauptbezeichnung für die Verbindung AsSb festgelegt. Da dies automatisch eine nachträgliche Ankerkennung für den Stibarsen bedeutete, wird das Mineral seitdem in der „Liste der Minerale und Mineralnamen“ der IMA unter der Summenanerkennung „IMA 1982 s.p.“ (special procedure) geführt. Die seit 2021 ebenfalls von der IMA/CNMNC anerkannte Kurzbezeichnung (auch Mineral-Symbol) von MineralName lautet „Sbr“.
Ein Aufbewahrungsort für das Typmaterial des Minerals ist nicht dokumentiert.

## Klassifikation
Bereits in der veralteten 8. Auflage der Mineralsystematik nach Strunz gehörte der Stibarsen zur Mineralklasse der „Elemente“ und dort zur Abteilung „Halbmetalle und Nichtmetalle“, wo er gemeinsam mit Antimon, Arsen, Arsenolamprit, Bismut und Weißer Phosphor in der „Arsen-Reihe“ mit der Systemnummer I/B.01 steht.
Im zuletzt 2018 überarbeiteten „Lapis-Mineralienverzeichnis“, das sich im Aufbau noch nach der alten Form der Systematik von Karl Hugo Strunz richtet, erhielt das Mineral die System- und Mineralnummer I/B.01-020. In der „Lapis-Systematik“ entspricht dies ebenfalls der Abteilung „Halbmetalle und Nichtmetalle“, wo Stibarsen zusammen mit Antimon, Arsen, Arsenolamprit, Bismut, Paradocrasit und Pararsenolamprit die „Arsengruppe“ mit der Systemnummer I/B.01 bildet.
Auch die von der International Mineralogical Association (IMA) zuletzt 2009 aktualisierte 9. Auflage der Strunz’schen Mineralsystematik ordnet den Stibarsen in die Abteilung „Halbmetalle (Metalloide) und Nichtmetalle“ ein. Diese ist allerdings weiter unterteilt nach verwandten Element-Familien, so dass das Mineral entsprechend seiner Zusammensetzung in der Unterabteilung „Arsengruppen-Elemente“ zu finden ist, wo es zusammen mit Antimon, Arsen und Bismut die „Arsengruppe“ mit der Systemnummer 1.CA.05 bildet.
In der vorwiegend im englischen Sprachraum gebräuchlichen Systematik der Minerale nach Dana hat Stibarsen die System- und Mineralnummer 01.03.01.03. Dies entspricht ebenfalls der Klasse und gleichnamigen Abteilung der „Elemente“. Hier findet er sich innerhalb der Unterabteilung „Elemente: Halbmetalle und Nichtmetalle“ in der „Arsengruppe“, in der auch Arsen, Antimon, Bismut und Stistait eingeordnet sind.

## Kristallstruktur

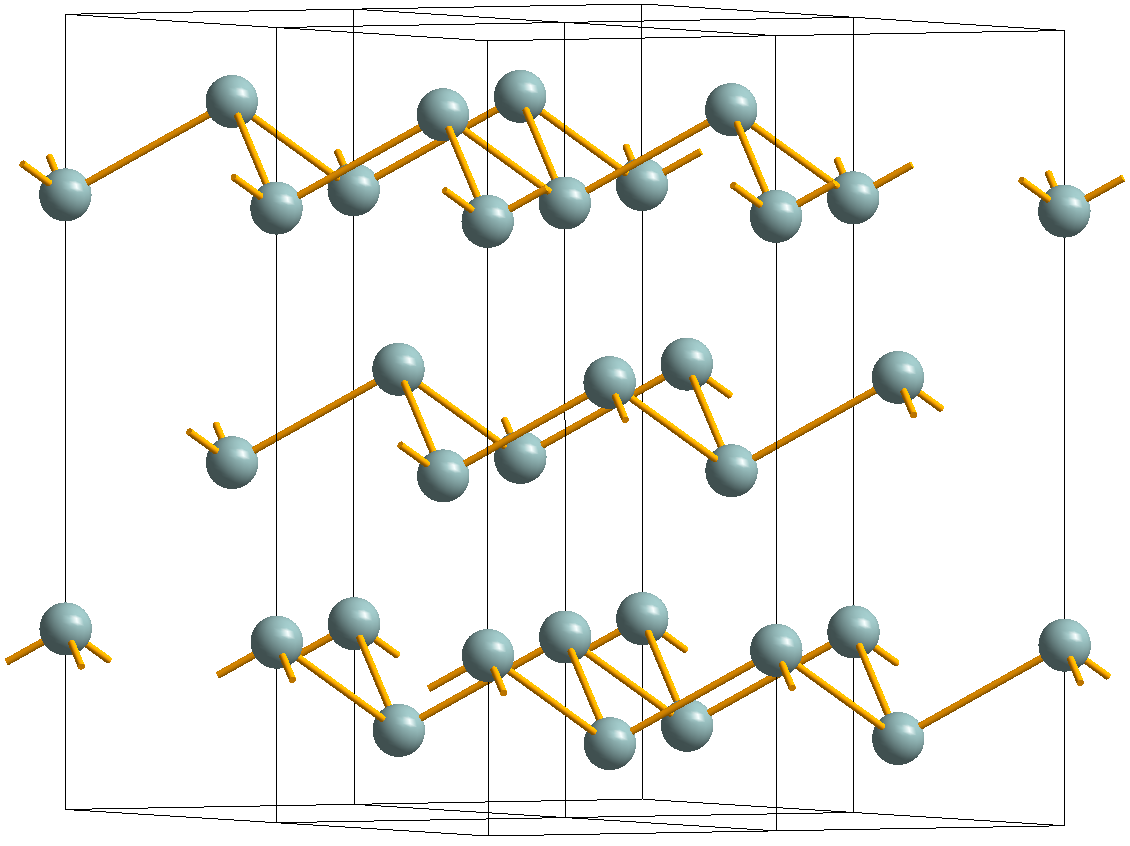
Vier Elementarzellen der Stibarsen-Struktur

Stibarsen kristallisiert trigonal in der Raumgruppe R3m (Raumgruppen-Nr. 166) mit den Gitterparametern a = 4,02 Å und c = 10,80 Å sowie 3 Formeleinheiten pro Elementarzelle.

## Modifikationen und Varietäten
Das nach seiner Typlokalität Allemond (englisch Allemont) in Frankreich als Allemontit bezeichnete eutektoide Gemenge aus Stibarsen, Arsen und/oder Antimon weist im Gegensatz zum reinen Stibarsen typische Entmischungsstrukturen auf.

## Bildung und Fundorte

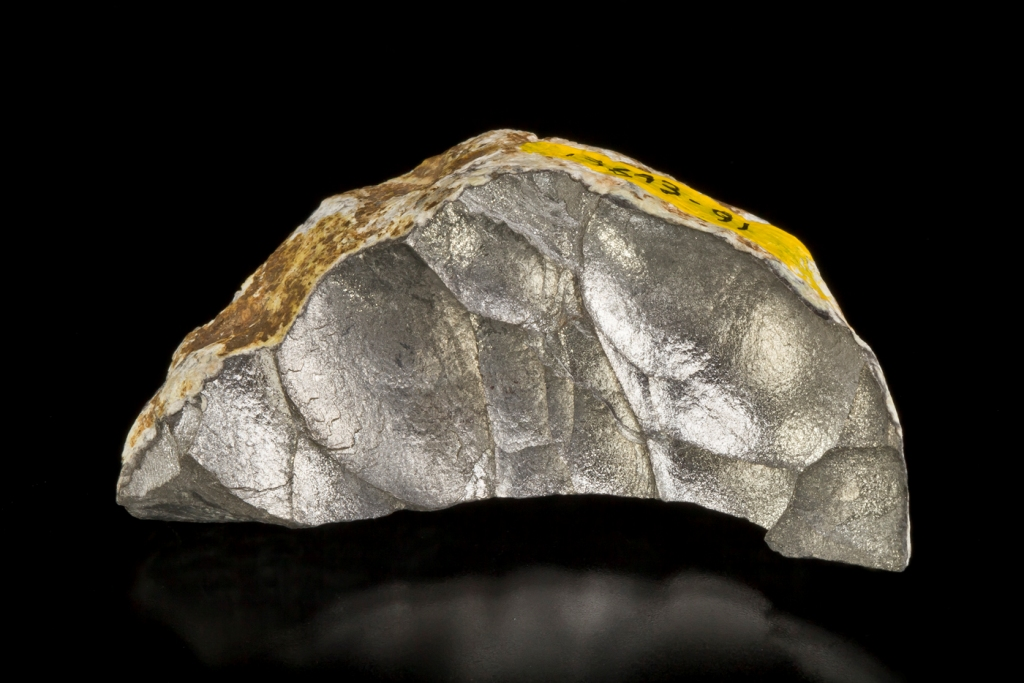
Silberglänzendes, derbes Stibarsen-Handstück aus der „Moctezuma-Mine“, Sonora, Mexico (Größe: 5,8 × 3,0 × 1,6 cm)

Stibarsen findet sich im Allgemeinen in Hydrothermal-Adern, aber auch in Pegmatiten. Als Begleitminerale treten neben Arsen und Antimon unter anderem noch Arsenolith, Calcit, Cervantit, Kermesit, Quarz, Siderit, Sphalerit, Stibnit und Stibiconit auf.
Als seltene Mineralbildung konnte Stibarsen bisher (Stand: 2013) nur an wenigen Fundorten nachgewiesen werden, wobei rund 40 Fundorte als bekannt gelten. Neben seiner Typlokalität Varuträsk wurde das Mineral in Schweden noch in der Grube „Åkerberg“ bei Skellefteå (Västerbotten) sowie in den Gruben „Jakobsberg“ und „Kittel“ bei Nordmark und bei Långban in der Gemeinde Filipstad (Värmland) gefunden.
Bekannt aufgrund außergewöhnlicher Stibarsenfunde sind unter anderem Příbram und Třebsko in Tschechien, wo bis zu 10 Zentimeter große, traubige Aggregate gefunden wurden. Ebenfalls traubige, bis zu 8 Zentimeter große Exemplare traten im Bergbaugebiet Atlin in der kanadischen Provinz British Columbia zutage.
An deutschen Fundorten sind bisher Reinerzau im Schwarzwald, ein Gabbro-Steinbruch bei Bad Harzburg sowie die Gruben „Claus-Friedrich“ und „Samson“ bei Sankt Andreasberg im niedersächsischen Harz und die Grube „Vater Abraham“ bei Lauta (Marienberg) im Erzgebirgskreis bekannt.
In Österreich trat Stibarsen bisher nur am Hüttenberger Erzberg in Kärnten und an der Zinkwand in den Schladminger Tauern in der Steiermark auf.
Weitere Fundorte sind unter anderem Broken Hill in Australien, Porco (Potosí) in Bolivien, die „Les Chalanches Mine“ bei Allemond (englisch Allemont) im französischen Département Isère, mehrere Orte in der griechischen Region Attika, die Stabiello Alp bei Sondalo in Italien, die „Yagumo Mine“ auf Hokkaidō und die „Bajo Mine“ auf Kyūshū in Japan, Sonora in Mexiko, Szklarnia (deutsch Gläsendorf) in Polen, Kawalerowo in Russland, Zlatá Baňa in der Slowakei, Adrasman in Tadschikistan sowie die Mineralfundstelle „American Eagle/Luona“ in den Elk Mountains (Colorado) und die „Ophir Mine“ in der Comstock Lode (Nevada) in den USA.